# 曼波
曼波（Mambo）是一套免費軟件及開放原始碼的內容管理系統，可透過簡單的介面來新建及管理網站。由於它的使用方法簡易，吸引不少用家採用。曼波系統擁有較為先進功能，例如頁面貯存以改善繁忙網站的表現，高級模板技術及相當強勁的應用介面程式。它亦可以把許多工作自動化如靜態頁面分類，並提供RSS feeds、可打印頁面模式、新聞快訊、網誌、論壇、投票、日曆、網站搜尋、語言國際化及其他可擴展功能。

## 外部連結
- 曼波中國